# Flesh And Bone – Ein blutiges Erbe
Flesh And Bone – Ein blutiges Erbe ist ein US-amerikanisches Film-Drama aus dem Jahr 1993. Der in West-Texas spielende Film erzählt von einem Verbrechen aus der Vergangenheit, das einen Vater und seinen Sohn einholt.

## Handlung
Roy Sweeney und sein noch junger Sohn Arlis ziehen als Diebe durch West-Texas. Eines Nachts geht ein Einbruch schief, und Roy erschießt ein Ehepaar und dessen Sohn. Das zweite Kind, ein Baby, überlebt jedoch.
30 Jahre später führt Arlis ein ruhiges Leben. Er reist von Ortschaft zu Ortschaft und wartet Automaten. Unterwegs trifft der schüchterne Mann auf Kay Davies, die aus einer unglücklichen Ehe auszubrechen sucht und die eine Weile mit ihm reist. Dabei kommen sie sich näher. Als sie in einem Motel übernachten, wird Arlis von der jungen Rumtreiberin Ginnie aus dem Zimmer gelockt. Es stellt sich heraus, dass sein Vater dahinter steckt, der nach einem missglückten Coup von Schrotkugeln am Rücken verletzt wurde und sich von seinem Sohn verarzten lassen möchte. Ginnie findet währenddessen in Kays Gepäck ein Foto eines Hauses, womit sie zunächst nichts anzufangen weiß. Später, als sie mit Arlis' Vater Roy das Pärchen wieder verlässt, erkennt sie das Haus an einer Landstraße wieder. Es ist jenes Haus, in dem Arlis und sein Vater den Einbruch verübt haben und dabei Kays Eltern und ihr Bruder getötet wurden. Der Vater bekommt Angst und schickt Ginnie zu dem Motel zurück, um Kay zu holen. Als Arlis von seiner Tour zurückkommt, findet er das Motel leer vor. Ihm wird aber von einer Angestellten mitgeteilt, wohin die beiden Frauen unterwegs sind.
Am Haus angekommen sieht Arlis, wie sein Vater die ahnungslose Kay, die nur einen losen Bezug zu ihren verstorbenen Eltern hat, das Haus inspizieren lässt. Während Ginnie und Kay draußen die Felder durchstreifen, stellt Roy seinen Sohn zur Rede. Roy hat Angst, dass sein Sohn Kay von den Geschehnissen erzählt, und lässt ihm die Wahl, wer Kay töten soll. Daraufhin erschießt Arlis seinen Vater. Von den Schüssen alarmiert möchte Kay in das Haus, doch Arlis verweigert ihr den Zutritt. Sie soll nicht erfahren, was passiert ist. Die beiden trennen sich in der letzten Szene und Arlis fährt mit seinem Truck davon. 

## Besonderheiten
Der Film wird offiziell als Psycho-Thriller bezeichnet, erweckt unter dieser Kategorie aber eine falsche Vorstellung. Die langsam aufgebaute Geschichte zeichnet in ruhiger Weise die Charaktere der Hauptpersonen und ihre der texanischen Landschaft entsprechende Lebensart. Die dramatische und nahezu fatalistische Seite des Films wird nach und nach aufgebaut.